# Omaha póker

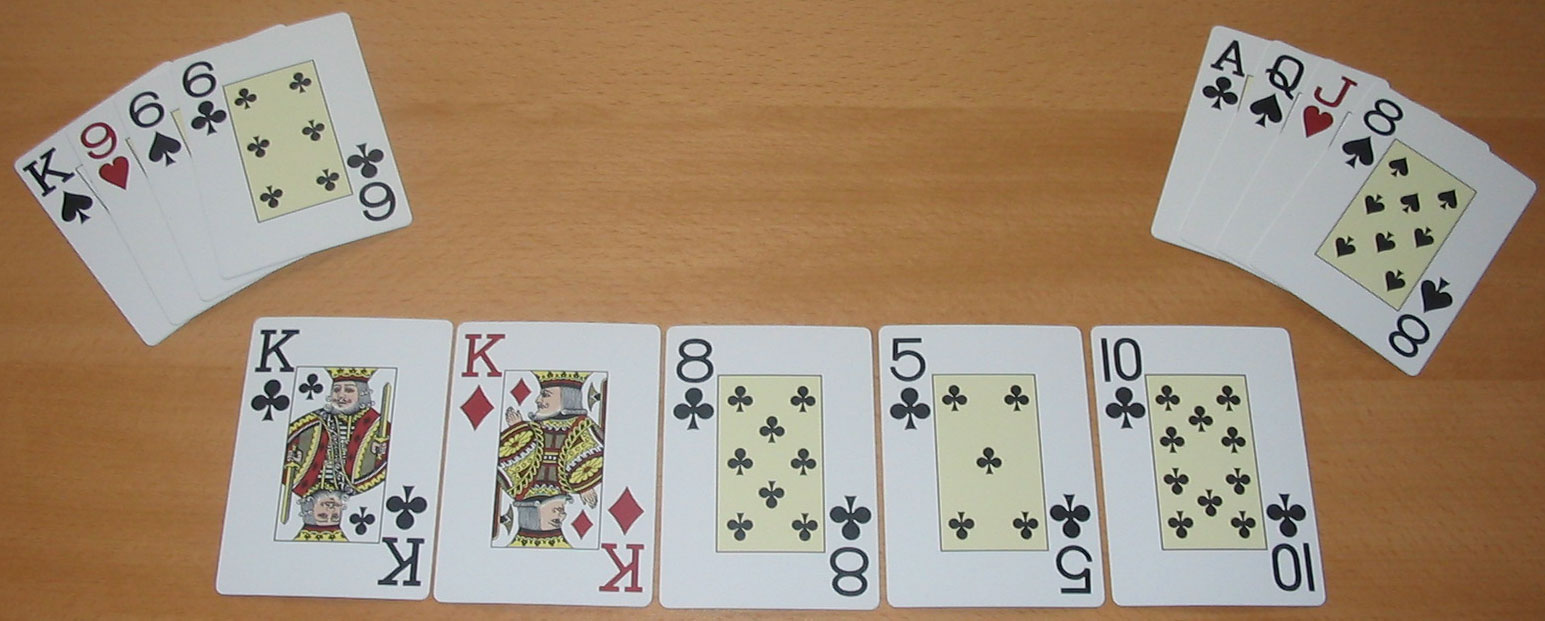
Egy Omaha terítés

Az Omaha póker, vagy más néven Omaha Hi(gh) a Texas Hold’em póker egy változata, melyben a játékosok négy lapot kapnak kézbe, így legfeljebb tíz játékos játszhatja egy asztalnál. Ez a változat elsősorban Európában népszerű, a tengerentúlon inkább az Omaha Hi/Lo-t részesítik előnyben. Általában Pot Limit változatban játsszák, de sokszor előfordul a Limit és a Limit nélküli típusa is. A menete megegyezik a Hold’emmel, tehát itt is egy kis és egy nagy vak van. Ha lement az osztás utáni licitkör, lejön az első három közös lap, a flop. Ezután ismét következik egy licitkör, majd a negyedik közös lap, a turn. Újabb licitkör jön, végül pedig jön az utolsó közös lap, a river. Az így meglévő kilenc lapból kell kihoznunk a legjobb öt kombinációját úgy, hogy a kezünkből csak két lapot használunk föl, az asztalról pedig csak hármat.
Az Omaha Hi/Lo, vagy más néven az Omaha/8, egyetlen pontban különbözik a sima Omaha pókertől. Nevezetesen, hogy itt a legkisebb öt különböző lapból álló kombináció is megkapja a pot felét, de csak akkor, ha az ötből egyik lap sem nagyobb nyolcasnál (van amikor a hetes a határ, de előfordul, hogy a kilences), így itt sokszor előfordul a végelszámolásban osztozkodás. Persze lehet, hogy a legerősebb és a legkisebb lapkombináció megegyezik, például ha valakinek A-2-3-4-5-tel van sor, és nincs másnál jobb kombináció, akkor övé a teljes pot. Ha nincs érvényes alacsony kéz, akkor a legmagasabb kártyakombinációk viszik az egész potot.
Mint a legtöbb pókerjátéknál, ennél sem lehet tudni pontosan, miképp jött létre, ám a ma népszerű változatok közül ez az újabbak közé tartozik. A köztudatba akkor került be, mikor Robert Turner, egy profi pókeres, megmutatta a játékot Bill Boyd pókerlegendának a las vegas-i Golden Nugget Casino-ban. Éppen ezért, először a Nugget Hold'em nevet kapta, amely később, valószínűleg a nebraskai Omaha város után, kapta mai nevét.

## Hogyan játsszunk az Omaha pókert?
Az Omaha Póker játékának elindításához az egyik játékos egy kisvak-tétet, a másik pedig egy nagyvak-tétet tesz be. Az összegekről a játék kezdete előtt állapodnak meg, amely például 1 dollár lehet a kisvak és 2 dollár a nagyvak számára.
Minden játékosnak négy lapot osztanak el, és a licitkör az óramutató járásával megegyező irányban kezdődik az asztal körül, első licitkört a nagyvaktól balra lévő első játékos kezdi meg.  Ez a személy játszhat úgy, hogy tartja (Call) vagy emeli (Raise) a nagyvak- tétet. Tartás megköveteli a játékostól, hogy 2 dolláros téttel tegyen részt, míg az emelés 4 dollár téttel járna. Lehetőség van arra is, hogy eldobja a lapjait (Fold), így kiesik a játékból.
Az első licitkör után leosztják a "flopot”, és az osztó kiosztja a három lapból álló közös lapokat.  A “Turn" kártya előtt újabb licitkör kerül kiosztásra, és ez a negyedik kártya, amelyet az asztalra kell helyezni.  Még egy licitkör következik, aztán jön a "River" kártya, ami a végső közös lap.
A végső licitkör kezdődik, és ennek végén a játékosok megmutatják a kártyáikat.  Az a játékos, akinek a legjobb öt lapja van, amelynek két zárt kártyából és három közös kártyából kell állnia, nyeri a leosztást.

## Külső hivatkozások
- Omaha Poker[halott link] fulltiltpoker.com